# Pancor Jackhammer
Pancor Jackhammer byla americká automatická brokovnice ráže 12 s bullpup konceptem a systémem závěru na principu odběru prachových plynů, která byla navržena roku 1984 a patentována v roce 1987. Používala bubnový zásobník s 10 náboji nacházející se za spouští. Šlo o poměrně těžkou zbraň – prázdná měla hmotnost 4,57 kg při délce 787 mm. Koncem 80. let byly vyrobeny 3 zbraně, z nichž se do dnešních dní dochoval pouze jeden funkční prototyp. Dva prototypy zničené během testování armádou byly na mnohem lepší technické úrovni, především byly lehčí, měly snazší způsob rozebíraní a výměny zásobníku.

## Mechanismus
Zbraň střílela automaticky. Vystřílená kazeta se vyjímala i s náboji, proto se obešla bez mechanismu, který odstraňuje nábojnice. Automatická funkce této brokovnice byla odvozena od Automatického Revolveru Webley-Fosbery s tím rozdílem, že nepříliš spolehlivá automatika založená na zpětném rázu byla nahrazena pohybem hlavně. Při výstřelu se hlaveň pohybovala dopředu, a tak se přerušilo plynotěsné spojení s kazetou. Tlak vinuté pružiny vyvolal zákluz pohyblivé hlavně. Řídicí tyč pootočila zásobník, čímž se obnovilo spojení hlavně s kazetou.

## Technické informace
Zásobníky byly dodávány ve vzduchotěsném balení s uvedeným typem střeliva. Účinný dostřel činil přes 200 m, což bylo na brokovnici kalibru 12 neobvyklé. Vyráběla se z kvalitní oceli a odolných plastů.